# 미겔 갈라스테기

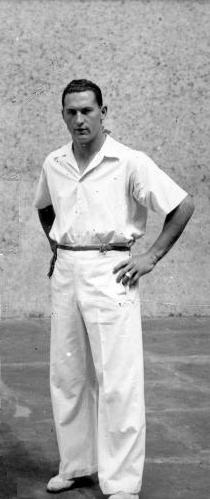
미겔 갈라스테기

미겔 갈라스테기(스페인어: Miguel Gallastegui, 1918년 2월 25일 ~ 2019년 1월 4일)는 스페인의 펠로타 선수였다. 1936년 6월 29일 데뷔하였으며, 1960년까지 활동하였다.